# Oursel-Maison

Oursel-Maison este o comună în departamentul Oise, Franța. În 1 ianuarie 2022 avea o populație de 244 de locuitori.